# 杨应楠
杨应楠（1952年11月—），云南楚雄人。男，汉族。1971年3月参加工作，1975年2月加入中国共产党。重庆建筑工程学院土木建工专业毕业，中共中央党校政治经济学专业研究生学历。中共十五大、十六大、十七大、十八大代表。中华人民共和国政治人物。

## 生平
历任楚雄县建筑工程队工作、楚雄县建筑工程队党支部书记、楚雄市建筑公司经理、楚雄市城建局局长、楚雄市副市长、楚雄市市长、云南省建设厅副厅长等职。1996年3月，任中共云南省昭通地委副书记、行署专员。1998年4月，任中共昭通地委书记。其间於2000年3月至2001年1月，在中央党校一年制中青年干部培训班学习。2001年7月，任中共昭通市委书记。2002年11月，任中共云南省委副秘书长、办公厅主任（2000年3月至2003年1月在中央党校研究生班法学理论专业学习）。2003年6月，任中共云南省委常委、秘书长、办公厅主任。2004年11月，任中共云南省委常委、秘书长。2011年11月，任云南省人大常委会党组成员。2012年2月，任云南省人大常委会副主任、党组成员。2014年5月，任云南省人大常委会副主任、党组副书记。2014年6月，接替孔垂柱任云南省人大常委会常务副主任、党组副书记。2016年1月，辞去云南省第十二届人民代表大会常务委员会副主任、议案审查委员会主任委员职务。
2015年1月22日，云南省第十二届人大常委会第十五次会议补选为第十二届全国人民代表大会代表。